# Naga broń: Z akt Wydziału Specjalnego
Naga broń: Z akt Wydziału Specjalnego (ang. The Naked Gun: From the Files of Police Squad!) – amerykański film fabularny (komedia) z 1988 roku, będąca pierwszą z trzech części cyklu Nagiej broni.

## Obsada
- Leslie Nielsen – Frank Drebin
- Priscilla Presley – Jane Spencer, asystentka Vincenta
- George Kennedy – Ed Hocken, kolega Franka z policji
- O.J. Simpson – Nordberg, kolega Franka z policji
- Ricardo Montalbán – Vincent Ludwig
- Susan Beaubian – pani Nordberg, matka Nordberga
- Raye Birk – Pahpshmir
- Nancy Marchand – burmistrz
- Jeannette Charles – królowa Elżbieta II

## Fabuła
Porucznik Frank Drebin z brygady specjalnej musi ochronić królową Elżbietę II w czasie jej wizyty w Ameryce przed zamachem terrorystycznym na jej życie. W całą sprawę zamieszana jest niejaka Jane Spencer, sekretarka biznesmena i radnego Ludwiga, którego podejrzewa Drebin. Dostaje ona polecenie od swojego szefa, aby uwiodła porucznika Drebina i odwróciła uwagę od Ludwiga. Drebin składa wizytę u Ludwiga w jego biurze. Podczas spotkania przypadkowo niszczy kilka drogocennych rzeczy. Porucznik nie ufa mu i włamuje się do biura Ludwiga w nocy, gdzie znajduje zapiski Ludwiga o planowanym zamachu. Przy okazji nieumyślnie demoluje biuro i wywołuje pożar, co spotyka się z ostrą reakcją pani burmistrz. Drebin pojawia się na bankiecie powitalnym z udziałem królowej. W obawie o jej życie rzuca się na nią wywołując kolejny skandal. Wszystko wyjaśnia się na meczu baseballa z udziałem Elżbiety II.